# Pupatonia atoma
Pupatonia atoma är en snäckart som beskrevs av Winston F. Ponder 1965. Pupatonia atoma ingår i släktet Pupatonia och familjen Eatoniellidae. Inga underarter finns listade i Catalogue of Life.